# نرم‌دم‌ها (پرنده)
نرم‌دم‌ها (پرنده) (نام علمی: Thripophaga) نام یک سرده از تیره مرغان تنورساز است.